# Kaprijke
Kaprijke là một đô thị ở tỉnh Oost-Vlaanderen. Đô thị này bao gồm các thị xã Kaprijke và Lembeke. Tại thời điểm ngày 1 tháng 1 năm 2006 Kaprijke có tổng dân số 6.128 người. Tổng diện tích là 33,71 km² với mật độ dân số là 182 người trên mỗi km².
Kaprijke nổi tiếng với tòa lâu đài bắt đầu được xây năm 1550, Hof ter Kruisen. Tòa lâu đài này xây xong năm 1628.

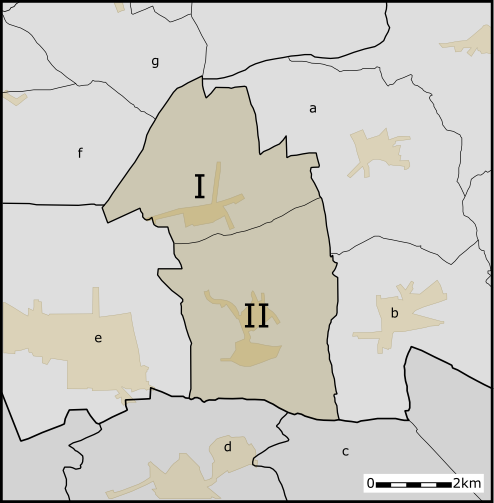
Kaprijke được chia thành hai thị trấn. 1:Lembeke và 2:Kaprijke

Kaprijke trên bản đồ Ferraris (khoảng 1775)

Năm 1976, Kaprijke đã được sáp nhập với thị trấn Lembeke.

## Dân địa phương nổi tiếng
- Roger De Vlaeminck, cu rơ, bốn lần vô địch Paris-Roubaix
- Hippoliet Van Peene (1811-1864), nhà thơ.